# هوارد دايتون
هوارد دايتون (بالإنجليزية: Howard Dayton)‏ هو مسير أعمال أمريكي، ولد في 7 أكتوبر 1943.